# Булфон
Булфон е историческа телекомуникационна компания в България. Създадена е през 1996 г.
Компанията е акционерно дружество с участието на „Интраком Хеленик Телекомюникейшънс & Електроникс Индъстри“ (66%) и БТК (33%). През 2005 г. БТК изкупува дела на Интраком. 